# Marie-Cécile Thorel
Pour les articles homonymes, voir Thorel.
Marie-Cécile Thorel ou Cécile Thorel, née le 20 novembre 1840 à Paris et morte le 26 septembre 1908 à Versailles, est une peintre française.

## Biographie
Cécile Marie Thorel est la fille d'Auguste Thorel et de Rose Cécile Suzinot, directrice des postes. Elle est la nièce de la peintre Jenny Larivière-Thorel. Sa sœur Alice Jenny (1838-1902) épousera le peintre Jean Danguy.
Élève de Charles Monginot et de Marie-Cécile Donnier, elle expose aux Salons de 1869 à 1900 et obtient une mention honorable au Salon des artistes français en 1898.
Elle est dessinatrice, portraitiste, peintre de fleurs et peintre de scènes d'histoire ou religieuses.
Elle meurt célibataire à son domicile de Versailles à l'âge de 67 ans.

## Œuvres exposées aux Salons parisiens

### Salon de peinture et de sculpture
- Martyrs au Japon en 1595, au Salon de 1869
- Gibier, au Salon de 1875
- Portrait de Mme H. D., au Salon de 1877
- Portrait de l’abbé G. de K., au Salon de 1878
- La petite sœur de charité, au Salon de 1879

### Salon de la Société des amis des arts de Seine-et-Oise
- Portrait de M. l'abbé V., 1880[6]

### Salon des artistes français
- Portrait de M. l’abbé N., au Salon de 1880
- Portrait de Mlle P., au Salon de 1880
- Portrait de Mlle L. de B., au Salon de 1881
- Portrait de Mlle Isabelle M…, au Salon de 1882
- Portrait de M. le comte G. de K., au Salon de 1882
- Portrait de Mlle L. B., au Salon de 1883
- Portrait de M. le général comte de Geslin, au Salon de 1884
- Tête d'enfant, au Salon de 1886, étude
- Portrait de Mlle G. du C., au Salon de 1887
- Portrait de Mlle G. G., au Salon de 1888
- Portrait de M. l'abbé *, au Salon de 1889
- Portrait de Mme la C[omte]sse de G…, au Salon de 1890
- Mendiants, au Salon de 1894
- Vision de sainte Rose de Lima, au Salon de 1895
- Portrait de Mlle de C., au Salon de 1897
- Portrait de Mme d'A. de la M., au Salon de 1898
- Portrait du baron de S…, camérier secret de Sa Sainteté le Pape Léon XIII, au Salon de 1899
- Portrait de Mme la baronne de S., au Salon de 1900

## Œuvres dans les lieux publics
- Albert, mairie : L'Adoration des bergers avec une donatrice, huile sur toile d'après Palma Vecchio, achat à l'artiste en 1876[7].
- Angers, Musée : ensemble de dessins réunis par l'épouse de Prosper Barbot[4].
- Béalcourt, mairie : La Vierge, l'Enfant, sainte Agnès et saint Jean Baptiste, huile sur toile d'après Titien, commande à l'artiste en 1877[7].
- Lachapelle-sous-Rougemont, mairie : La vierge au chapelet, huile sur toile d'après Murillo, achat à l'artiste en 1880[7].
- Le Mans, Abbaye Saint-Vincent, Salle des Piliers : La Petite Sœur de Charité, 1879[8].
- Toulon, Église de Saint-Cyprien et Saint-Jean-Baptiste : Le Baptême de Saint Mandrier et de Saint Flavien, tableau 300 × 410 cm, vers 1875[9].
- Versailles, Cathédrale Saint-Louis, Chapelle de sainte-Geneviève : Sainte Geneviève et saint Germain, huile sur toile 250 × 190 cm, 1873[10],[11],[12].